# Mia Sofie Rützou
Mia Sofie Rützou (født 20. juli 1999 i Strib) er en cykelrytter fra Danmark, der kører for Aalborg-Sparekassen Danmark Dame. 

## Karriere
I efteråret 2014 begyndte Mia Sofie Rützou at gå til roning, og under et halvt år efter var hun blevet fynsmester, og vandt senere sølvmedalje ved danmarksmesterskaberne. I 2017 blev hun dansk U19-mester i dobbeltsculler. Hun har også repræsenteret Danmark ved europamesterskaberne.

### Landevejscykling
I marts 2021 kom Mia Sofie Rützou til Cykling Odense for at købe cykeltøj. Her blev hun overtalt til at deltage i konkurrencer i landevejscykling. Det første år vandt hun tre løb, og blev en samlet nummer tre ved DCU Ladies Cup 2021.
I 2022 startede hun med at vinde sæsonens to første løb, og kom i førertrøjen efter sejr i 1. afdeling af DCU Ladies Cup 2022. I august deltog hun i sit første UCI-løb, da hun repræsenterede det danske landshold ved World Tour-løbet Tour of Scandinavia 2022. Efter et styrt på 4. etape måtte hun udgå af løbet.